# ノーラ・ロバーツ
ノーラ・ロバーツ（Nora Roberts、出生名：エレノア・マリー・ロバートソン〈Eleanor Marie Robertson〉、1950年10月10日 - ）は、200作以上のロマンス小説を上梓しているアメリカ合衆国のベストセラー作家。J・D・ロブ名義で「イヴ&ローク シリーズ」（原題：in Death シリーズ）を執筆しているほか、ジル・マーチやイギリスではサラ・ハーデスティ名義を使用する。
アメリカロマンス作家協会に殿堂入りした初めての作家である。2011年までに、ニューヨーク・タイムズのベストセラー・リストに861週ランクインし、その内176週は第1位を占めていた。

## 経歴

### 私生活
1950年10月10日、メリーランド州シルバースプリングにて、5人兄弟の末っ子として生まれる。両親は共にアイルランド系で、ロバーツも自身を「根っからのアイリッシュ」だと述べている。彼女を含め家族はみな読書好きで、本は常に彼女の人生において大切なものだった。子供の頃から頭の中で物語を作っていたが、学校の作文以外に書いたことはなかった。嘘が上手で、母親が今でも信じているものもあるという。教区の学校に通い、先生でもある修道女たちを信じていた。高校2年生の時、地元の公立高校モンゴメリ・ブレア高校へ転入し、そこで最初の夫となるロナルド・オフデム＝ブリンクルと出会う。1968年、高校を卒業するとすぐに、両親の反対を押し切って結婚し、キーディスヴィルへ移住する。ロナルドは父と同じ板金の仕事をしていたが、後にロバーツの両親が勤める照明会社へ入った。ダンとジェイソンという2人の息子にも恵まれ、ロバーツは主婦になった。後にロバーツはこの時期を「母性の年」だったと述べている。1日の大半を子供の服作りなどの手芸や陶芸などをして過ごしたという。
2番目の夫、ブルース・ワイルダーは大工で、彼女が本棚の施工を頼んだのがきっかけで出会い、1985年7月に結婚した。ワイルダーはメリーランド州ブーンズボロで「ターン・ザ・ページ」書店を営んでいる。夫妻は書店の近くにホテルも開業しており、2008年2月に火災に見舞われ、2009年に改装を経て「イン・ブーンズボロ」としてオープンした。ホテルの部屋には、古今のロマンス小説の名作のカップルの名前が付けられている。
ロバーツはかつて、「目的もなくただ歩き回ったり、ミューズ（創作の女神）が下りてくるのをただ待っているだけなら、失業してしまうわ」と述べており、小説を執筆する時は1つの作品に集中し、休暇中であっても毎日1日8時間を執筆活動に充てている。執筆は、大まかにあらすじやプロットから始めるのではなく、物語の鍵となる出来事やキャラクターや設定をまず夢想することから始め、それから初めて物語の基礎となる短い下書きを書き、その作業を終えてから、作品の冒頭部分に取りかかる。2度目の下書きで細部を詰めていき、キャラクターの設定をより深く決めていく。その後、最終チェックをし作品を磨いた上で、エージェントのエイミー・バーコワーに原稿を送る。
彼女の作品の多くは三部作で、同一のキャラクターを登場させている。「イヴ&ローク シリーズ」でも可能な限りそれを実践しており、三部作を書いてから現代ロマンスに戻った。三部作は全てペーパーバックで出版されており、ハードカバーは自分の読者には長すぎるとロバーツは考えている。
飛行機が大の苦手なため、執筆に必要な調査はほとんどインターネットで行っている。
熱狂的な野球ファンで、地元のマイナーリーグチームのヘイガースタウン・サンズからも讃えられている。

### 作家としてのキャリア

#### 初期
小説を書き始めたのは、1979年2月、猛吹雪で外出できず2人の息子と家にこもっていた日だった。雪が1メートル弱積もり、チョコレートも減り、幼稚園にも行けず、何もすることがなかった。頭に浮かんだアイディアを書き出していた時、自身の執筆プロセスが気に入り、すぐに6編の原稿が書き上がった。その原稿をロマンス小説で有名なハーレクイン社に送ったが、何度も突き返された。ロバーツはこの時のことをこう述べている、
最初の数回は普通に返されただけだったけれど嬉しかった。返ってきた原稿には、「（あなたの作品は）見込みがあり、物語もとてもエンターテイメント性がありよく出来ているが、ジャネット・デイリーに代表されるアメリカの作家の既刊作品のようだ」と書かれていたから。

### ペンネーム

#### ノーラ・ロバーツ
1980年、新しく誕生した出版社シルエット・ブックスが、アメリカ中の作家から、ハーレクイン社に断られた作品を集め刊行した。ロバーツはシルエット社にようやくたどり着いた思いで、1981年に同社から処女作『アデリアはいま』（原題："Irish Thoroughbred" ）を上梓した。ロマンス小説作家はみなペンネームを使っていると思っていたため、自身も本名のエレノア・マリー・ロバートソンを縮めて、ノーラ・ロバーツというペンネームにした。
1982年から1984年の間に、シルエット社から23冊の小説を上梓した。1985年、「マクレガー家シリーズ」の第1作『真珠の海の火酒』（原題："Playing the Odds" ）が刊行されると、すぐにベストセラーとなった。
1987年、バンタム社に単発の作品を書き始める。5年後、プットナム社へ移籍すると、ペーパーバックだけでなくハードカバーの作品も上梓した。1996年に刊行した4冊目のハードカバーの作品『モンタナ・スカイ』（原題："Montana Sky" ）でベストセラーリスト（ハードカバー部門）にランクインした。ペーパーバックの単発作品の執筆は今でも続けている。時々、短めのロマンス作品も書いており、これは彼女自身が子育てで忙しかった時期に本を読む時間が取れず、幼い子供を持つ母親は20万語以上の作品は読めないという実感から来ている。
ロバーツと彼女のキャリアは、パメラ・レギスの著書"A Natural History of the Romance Novel" に取り上げられており、レギスはロバーツを「会話シーンにリアリティがあり、シーンの構成が巧みで、ページをめくる手をゆるませないロマンス小説の巨匠」と評している。また、『パブリッシャー・ウィークリー』はロマンス小説のジャンルにおいては「皮肉なユーモアがあったり、語り手が入れ替わったりする手法はかつては珍しかった」と述べている。

#### J・D・ロブ
メアリー・ステュアートのようなロマンティック・サスペンスのジャンルを書いてみたいと思っていたロバーツは、エージェントに自分の気持ちを伝えたが、当時のロバーツはクラシカルな現代ロマンス小説ばかりを書いていて、読者もそのファンばかりだった。1992年にプットナム社へ移籍後、ロバーツが今のペースを保つのは難しいと判断した出版社は、別のペンネームを用いて書くことを勧めた。
エージェントのエイミー・バーコワーは、ロバーツが新しい名前でロマンティック・サスペンス小説を書けるよう編集者を説得した。J・D・ロブ名義の処女作は1995年に出版された。イニシャルのJ・Dは、2人の息子ジェイソン (Jason) とダン (Dan) から取られており、ロブはロバーツを縮めたものである。当初は、D・J・マクレガーというペンネームを考えていたが、出版直前に既に同じ名前の作家がいることが判明し、変更した。
J・D・ロブとしてロバーツが上梓したのは、未来を舞台としたSF警察小説で、ニューヨーク市警察のイヴ・ダラスとその夫ロークが21世紀半ばのニューヨークを舞台とした「イヴ&ロークシリーズ」の一部でもある。犯罪の謎解きの面を強調しているが、シリーズの全体的なテーマはイヴとロークの関係である。このシリーズが始まった時、編集者もロバーツ自身も本当の意味で作家ではないと思っており、このシリーズの良いところが評価されるようになり、ファンが付くようになる事を願っていた。
「イヴ&ロークシリーズ」を18冊上梓した後、プットナム社は19作目をハードカバーで出版した。その作品は、2004年に初めてロバーツの著作の中でベストセラーとなった。
「イヴ&ロークシリーズ」は現在も続いている。

#### その他のペンネーム
その他にも、ジル・マーチ名義で雑誌に"Melodies of Love" という物語を発表している。
また、サラ・ハーデスティという名前は、イギリスで"Born In" シリーズが出版された際に使用されたペンネームである。以後、出版社を変えた。

### 成功
1996年、通算100冊目となる『モンタナ・スカイ』を、2012年には200冊目となる『孤独な瞳の目撃者』（原題："The Witness" ）を上梓した。1999年と2000年に『USAトゥデイ』のベストセラーリスト（ロマンス小説部門）に名を連ねた作品のうち、5冊中4冊がロバーツの作品であった。『ニューヨーク・タイムズ』のベストセラーリストに初めて乗ったのは1991年のことで、それから2001年までランクインし続けた。『ニューヨーク・タイムズ』はロバーツの作品の批評をしていない。『パブリッシャー・ウィークリー』によると、2001年にロバーツはマスマーケット・ペーパーバックで10冊のベストセラーを出したが、これらはJ・D・ロブ名義のためカウントされていない。同年9月、『パブリッシャー・ウィークリー』のベストセラーリストで、ロバーツ名義の"Time and Again" が第1位に、J・D・ロブ名義の『薔薇の花びらの上で』（原題："Seduction in Death" ）が第2位にランクインした。
1999年から、ロバーツの作品はいずれも『ニューヨーク・タイムズ』のベストセラーに入り、『タイムズ』のリストには124作が入り、その内29作が第1位だった。2013年1月24日時点で、ロバーツの作品は『ニューヨーク・タイムズ』のリストに948週ランクインし、その内148週は第1位を占めた。2009年1月9日時点で、ロバーツの作品は4億部発行されており、2005年だけで1200万部売れた。35か国以上で出版されている。
アメリカロマンス作家協会 (RWA) の創設時のメンバーで、ロバーツは同協会初となる殿堂入りを果たした。1997年にRWAの生涯功労賞を受賞、2008年に同賞はRWAノーラ・ロバーツ生涯功労賞と賞の名を変更した。2012年までに、ロバーツはRWAが主催するリタ賞を21回受賞するという、ロマンス小説のジャンルでは比類なき功績を打ち立てた。
『サンクチュアリ』（原題："Sanctuary" ）と"Magic Moments" の2作はテレビ映画化された。2007年、ライフタイム・テレビジョンにより、『羽根をなくした天使』（原題："Angels Fall" 、ヘザー・ロックリア主演）、『モンタナ・スカイ』（アシュレー・ウィリアムズ主演）、『炎の壁の彼方から』（原題："Blue Smoke" 、アリシア・ウィット主演）、『少女トリーの記憶』（原題："Carolina Moon (2007 film)" 、クレア・フォーラニ主演）の4作が映像化された。ライフタイムが同じ著者の作品を何作も映像化するのは初めてのことであった。2009年3月・4月には、『十七年後の真実』（"Northern Lights" 、リアン・ライムス、エディ・シブリアン主演）、『愛は時をこえて』（原題："Midnight Bayou" 、ジェリー・オコンネル主演）、『真昼の復讐者』（原題："High Noon" 、エミリー・デ・レイヴィン主演）、『遥か栄華をはなれて』（原題："Tribute" 、ブリタニー・マーフィ主演）の4作が続けて放送された。
2007年、『タイム』誌が選ぶ「もっとも影響力のある100人」に選出された。「影響力のある100人」に選ばれた作家は、ロバーツのほかにデイヴィッド・ミッチェルしかいない。

### 剽窃（盗作）被害
1997年、ベストセラーロマンス作家のジャネット・デイリーが、ロバーツの作品を盗作していたことを認めた。ロバーツの『プリンセスの復讐』（原題："Sweet Revenge" ）とデイリーの"Notorious" を読んだ読者が2作が似通っていることに気づき、インターネットに当該部分を投稿したことで明るみに出た。ロバーツは大変驚き、デイリーを告訴した。デイリーは盗作を認め、精神の病気のせいだと述べた。デイリーが"Aspen Gold" と"Notorious" の2作が特に著しい剽窃であることを認め、絶版となった。1998年4月、和解が成立し、ロバーツは和解金をNPO団体のアメリカボランティア文学協会を含む文学団体に寄付した。
2008年1月、過去の作品（多くはパブリックドメイン）からクレジットなしで剽窃を繰り返していたロマンス作家のキャシー・エドワーズを強く非難するグループに加わり、エドワーズが仕事をできないようにした。

### チャリティ活動
ロバーツは、ノーラ・ロバーツ財団を通じて多額の寄付をしており、ギビング・バック・ファンドが選ぶ「もっとも慈善的なセレブ」の1人に数えられている。財団は、文芸活動を奨励し、子供を助け、人道的な活動をする団体を財政面で支援している。また、メリーランド州ウェストミンスターのマクダニエル・カレッジに、ロマンス小説の奨学金を支給するノーラ・ロバーツ・センターを寄贈した。他にも、私物のジュエリーをオークションに出すなどの活動もしている。

## 作品リスト

### ノーラ・ロバーツ名義
| 邦題                               | 原題                            | シリーズ                         | 刊行年月    | 刊行年月     | 出版社             | 訳者         | 備考                          |
| ---------------------------------- | ------------------------------- | -------------------------------- | ----------- | ------------ | ------------------ | ------------ | ----------------------------- |
| アデリアはいま                     | Irish Thoroughbred              | Irish Hearts 1                   | 1981年05月  | 1982年11月   | サンリオ           | 窪川美和     |                               |
| アデリアはいま                     | Irish Thoroughbred              | Irish Hearts 1                   | 1981年05月  | 2008年07月   | ハーレクイン       | 青山梢       |                               |
| 蒼い薔薇                           | Blithe Images                   |                                  | 1982年01月  | 1984年05月   | サンリオ           | 島沙智子     |                               |
| 蒼い薔薇                           | Blithe Images                   | 2006年09月                       | 1982年01月  | ハーレクイン | 飛田野裕子         |              |                               |
| 銀河のおりる草原                   | Song of the West                |                                  | 1982年04月  | 1984年07月   | サンリオ           | 松井絵里     |                               |
| 銀河のおりる草原                   | Song of the West                | 2007年05月                       | 1982年04月  | ハーレクイン | 佐野晶             |              |                               |
| ときめきのシャトー                 | Search For Love                 |                                  | 1982年07月  | 1986年06月   | ハーレクイン       | 佐藤千夜子   |                               |
| 花の島の想い                       | Island of Flowers               |                                  | 1982年10月  | 1985年08月   | ハーレクイン       | 城和子       |                               |
| 明日に吹く風                       | Heart's Victory                 |                                  | 1982年11月  | 2008年12月   | ハーレクイン       | 杉本ユミ     |                               |
| 愛のぬくもり                       | From This Day                   |                                  | 1983年01月  | 1986年07月   | ハーレクイン       | 松田幸       |                               |
| 夏のふれあい                       | Her Mother’s Keeper             |                                  | 1983年04月  | 1986年08月   | ハーレクイン       | 菊池陽子     |                               |
| さよならは、いらない               | Once More with Feeling          |                                  | 1983年05月  | 2008年03月   | ハーレクイン       | 泉智子       |                               |
| 妖精のプリマ                       | Reflections                     | Reflections & Dreams 1           | 1983年06月  | 1985年05月   | ハーレクイン       | 花岡英理     |                               |
| この夜を永遠に                     | Tonight and Always              |                                  | 1983年07月  | 2001年12月   | 扶桑社             | 清水はるか   |                               |
| 恋の魔法使い                       | Dance of Dreams                 | Reflections & Dreams 2           | 1983年09月  | 1985年10月   | ハーレクイン       | 一ノ瀬亜里沙 |                               |
|                                    | Untamed                         |                                  | 1983年10月  |              |                    |              |                               |
| 魔法のときをふたりで               | This Magic Moment               |                                  | 1983年11月  | 2008年06月   | ハーレクイン       | 長田乃莉子   |                               |
| 情熱をもう一度                     | Endings and Beginnings          |                                  | 1984年01月  | 2002年08月   | 扶桑社             | 清水はるか   |                               |
| 危険な週末                         | Storm Warning                   |                                  | 1984年02月  | 2011年03月   | ハーレクイン       | 城和子       |                               |
|                                    | Promise Me Tomorrow             |                                  | 1984年02月  |              |                    |              |                               |
| 霧の中の肖像画                     | Sullivan's Woman                |                                  | 1984年03月  | 1986年10月   | ハーレクイン       | 城和子       |                               |
| 愛と哀しみの城                     | First Impressions               |                                  | 1984年04月  | 1986年07月   | ハーレクイン       | 大野香織     |                               |
| 誘いかける瞳                       | A Matter of Choice              |                                  | 1984年05月  | 2002年03月   | 扶桑社             | 清水はるか   |                               |
| 海辺のファンタジー                 | Less of a Stranger              |                                  | 1984年06月  | 1987年03月   | ハーレクイン       | みき遥       |                               |
| 熱砂のプレリュード                 | The Law is a Lady               |                                  | 1984年07月  | 1986年10月   | ハーレクイン       | 久慈美貴     |                               |
| 夕暮れに恋をして                   | Rules of the Game               |                                  | 1984年10月  | 1985年08月   | ハーレクイン       | 立花奈緒     |                               |
| 炎と氷のロマンス                   | Opposites Attract               |                                  | 1984年11月  | 2002年12月   | ハーレクイン       | 長田乃莉子   |                               |
| 真珠の海の火酒                     | Playing the Odds                | マクレガー家 1                   | 1985年03月  | 1987年08月   | ハーレクイン       | 森あかね     |                               |
| 裸足のアフロディテ                 | The Right Path                  |                                  | 1985年03月  | 1986年02月   | ハーレクイン       | 中川礼子     |                               |
|                                    | Partners                        |                                  | 1985年05月  |              |                    |              |                               |
| 夢よ逃げないで                     | Tempting Fate                   | マクレガー家 2                   | 1985年05月  | 1999年11月   | ハーレクイン       | 森あかね     |                               |
| 真夜中のバラ                       | Night Moves                     |                                  | 1985年06月  | 1991年04月   | ハーレクイン       | 寺尾なつ子   |                               |
| ポトマックの岸辺                   | All the Possibilities           | マクレガー家 3                   | 1985年07月  | 1987年11月   | ハーレクイン       | 森あかね     |                               |
| 嵐のソリチュード                   | One Man's Art                   | マクレガー家 4                   | 1985年09月  | 1987年12月   | ハーレクイン       | 高見暁       |                               |
| デリラとサムソン                   | Boundary Lines                  |                                  | 1985年10月  | 1988年12月   | ハーレクイン       | 荒尾信子     |                               |
| ショパンにのせて                   | Summer Desserts                 | Great Chefs 1                    | 1985年11月  | 1989年02月   | ハーレクイン       | 福島純子     |                               |
| 鏡の中のあなたへ                   | Dual Image                      |                                  | 1985年12月  | 1989年06月   | ハーレクイン       | 岡本裕       |                               |
| エレガントな季節                   | Second Nature                   | Celebrity Magazine 1             | 1986年01月  | 1988年01月   | ハーレクイン       | 高見暁       |                               |
| 胸騒ぎのスクープ                   | Second Nature                   | Celebrity Magazine 1             | 1986年01月  | 2005年12月   | ハーレクイン       | 高見暁       |                               |
| 奪われたレンブラント               | The Art of Deception            |                                  | 1986年02月  | 1989年11月   | ハーレクイン       | 伊藤理紗     |                               |
| シャッター・シャワー               | One Summer                      | Celebrity Magazine 2             | 1986年04月  | 1988年02月   | ハーレクイン       | 滝原沙織     |                               |
| ファインダー越しの瞳               | One Summer                      | Celebrity Magazine 2             | 1986年04月  | 2006年03月   | ハーレクイン       | 滝原沙織     |                               |
| ムーンライト・パレス               | Affaire Royale                  | 愛の国コルディナ 1               | 1986年05月  | 1990年07月   | ハーレクイン       | 三谷ゆか     |                               |
| 止まらない回転木馬                 | Lessons Learned                 | Great Chefs 2                    | 1986年06月  | 1988年07月   | ハーレクイン       | 中川法江     |                               |
| 恋の予感がする冒険                 | Treasures Lost, Treasures Found |                                  | 1986年07月  | 1993年04月   | ハーレクイン       | 森田由美子   |                               |
|                                    | Risky Business                  |                                  | 1986年09月  |              |                    |              |                               |
| 同居のルール                       | A Will and a Way                |                                  | 1986年11月  | 1988年10月   | ハーレクイン       | 鳥居まどか   |                               |
|                                    | Home for Christmas              |                                  | 1986年11月  |              |                    |              |                               |
| 白いバラのブーケ                   | For Now, Forever                | マクレガー家 5                   | 1987年02月  | 1988年04月   | ハーレクイン       | 久坂翠       |                               |
| 愛する予感                         | Mind Over Matter                |                                  | 1987年04月  | 2004年01月   | ハーレクイン       | 麻生ミキ     |                               |
| 華麗なる幕開き                     | Command Performance             | 愛の国コルディナ 2               | 1987年07月  | 1990年08月   | ハーレクイン       | 木色佳名     |                               |
| ホット・アイス                     | Hot Ice                         |                                  | 1987年07月  | 2002年03月   | ハーレクイン       | 森洋子       |                               |
| ペガサスが駆ける夜                 | Temptation                      |                                  | 1987年09月  | 1989年04月   | ハーレクイン       | みき遥       |                               |
| プレイボーイ・プリンス             | The Playboy Prince              | 愛の国コルディナ 3               | 1987年10月  | 1990年09月   | ハーレクイン       | 秋野ユリ     |                               |
| 聖なる扉                           | Sacred Sins                     | Sacred Sins 1                    | 1987年11月  | 2002年09月   | ハーレクイン       | 飛田野裕子   |                               |
| ヒーローに乾杯                     | Local Hero                      |                                  | 1988年01月  | 1989年04月   | ハーレクイン       | 佐野晶       |                               |
|                                    | Irish Rose                      | Irish Hearts 2                   | 1988年03月  |              |                    |              |                               |
| ミスティー・モーニング             | The Last Honest Woman           | オハーリー家の物語 1             | 1988年05月  | 1989年07月   | ハーレクイン       | 立花奈緒     |                               |
| 傲慢な花                           | Brazen Virtue                   | Sacred Sins 2                    | 1988年05月  | 2004年02月   | ハーレクイン       | 飛田野裕子   |                               |
| ムーンライト・ダンス               | Dance to the Piper              | オハーリー家の物語 2             | 1988年07月  | 1989年08月   | ハーレクイン       | 佐野晶       |                               |
| 反乱                               | Rebellion                       | マクレガー家 中編                | 1988年08月  | 1989年12月   | ハーレクイン       | 橘高弓枝     |                               |
| デイライト・クイーン               | Skin Deep                       | オハーリー家の物語 3             | 1988年09月  | 1989年09月   | ハーレクイン       | 三谷ゆか     |                               |
| 恋という名のゲーム                 | Name of the Game                |                                  | 1988年11月  | 1990年11月   | ハーレクイン       | 中原聡美     |                               |
| プリンセスの復讐（上・下）         | Sweet Revenge                   |                                  | 1988年11月  | 2002年07月   | ハーレクイン       | 堀内静子     |                               |
| ハウスメイトの心得                 | Loving Jack                     | Loving Jack 1                    | 1989年01月  | 1990年01月   | ハーレクイン       | 入江真奈     |                               |
| アリゾナの赤い花                   | Best Laid Plans                 | Loving Jack 2                    | 1989年03月  | 2001年11月   | ハーレクイン       | 佐野晶       |                               |
| 砂塵きらめく果て                   | Lawless                         | Loving Jack 3                    | 1989年05月  | 1995年05月   | ハーレクイン       | 飛田野裕子   |                               |
|                                    | Impulse                         |                                  | 1989年06月  |              |                    |              |                               |
| 青い瞳のマドンナ                   | Gabriel's Angel                 |                                  | 1989年08月  | 1991年02月   | ハーレクイン       | 東海林ゆかり |                               |
| 旅の約束                           | The Welcoming                   |                                  | 1989年10月  | 1990年12月   | ハーレクイン       | 坂井恒子     |                               |
| 時が、ふたりを                     | Time Was                        | 未来から来た恋人 1               | 1989年12月  | 1991年07月   | ハーレクイン       | 福島純子     |                               |
| 時は、やさしく                     | Times Change                    | 未来から来た恋人 2               | 1990年01月  | 1991年09月   | ハーレクイン       | 入江真奈     |                               |
| スキャンダラス（上・下）           | Public Secrets                  |                                  | 1990年01月  | 2004年04月   | ハーレクイン       | 平江まゆみ   |                               |
| 月が微笑む夜に                     | Taming Natasha                  | 愛と情熱のスタニスラスキー家 1   | 1990年03月  | 1991年05月   | ハーレクイン       | 立花奈緒     |                               |
| マイ・スイートハート               | Without a Trace                 | オハーリー家の物語 4             | 1990年10月  | 1991年10月   | ハーレクイン       | 三谷ゆか     |                               |
| 一七七三年の聖夜                   | In From the Cold                | マクレガー家 中編                | 1990年11月  | 2006年11月   | ハーレクイン       | 杉山志保     | 『白い雪の誓い』に収録        |
| 真夜中にささやく唇                 | Night Shift                     | Night Tales 1                    | 1991年01月  | 2007年02月   | ハーレクイン       | 渡辺弥生     |                               |
| 夜は甘き薫りを                     | Night Shadow                    | Night Tales 2                    | 1991年03月  | 2007年06月   | ハーレクイン       | 田谷千歳     |                               |
| 恋するキャサリン                   | Courting Catherine              | 塔の館の女たち 1                 | 1991年06月  | 1992年06月   | ハーレクイン       | 立花奈緒     |                               |
| アマンダを狙いうち                 | A Man for Amanda                | 塔の館の女たち 2                 | 1991年07月  | 1992年07月   | ハーレクイン       | 寺尾なつ子   |                               |
| ライラは風                         | For the Love of Lilah           | 塔の館の女たち 3                 | 1991年08月  | 1992年08月   | ハーレクイン       | 仲川秋生     |                               |
| 愛と哀しみのメモワール（上・下）   | Genuine Lies                    |                                  | 1991年08月  | 2004年05月   | 扶桑社             | 岡田葉子     |                               |
| 愛を見つけたスザンナ               | Suzanna’s Surrender             | 塔の館の女たち 4                 | 1991年09月  | 1992年09月   | ハーレクイン       | 公庄さつき   |                               |
| レディーを誘惑                     | Luring a Lady                   | 愛と情熱のスタニスラスキー家 2   | 1991年12月  | 1992年11月   | ハーレクイン       | 河相玲子     |                               |
| 心ひらく故郷（上・下）             | Carnal Innocence                |                                  | 1991年12月  | 2002年03月   | 扶桑社             | 小林玲子     |                               |
| 甘いリフレイン                     | Unfinished Business             |                                  | 1992年06月  | 1993年08月   | ハーレクイン       | 風音さやか   |                               |
| イリュージョン（上・下）           | Honest Illusions                |                                  | 1992年07月  | 1998年04月   | 講談社文庫         | 加藤しをり   |                               |
| まごころの魔法（上・下）           | Honest Illusions                | 2011年10月                       | 1992年07月  | 扶桑社       |                    | 加藤しをり   |                               |
| 魔女に恋した夜は                   | Captivated                      | ドノバン一族は魔法使い 1         | 1992年09月  | 1994年01月   | ハーレクイン       | 川戸純       |                               |
| 森のなかの儀式（上・下）           | Divine Evil                     |                                  | 1992年09月  | 2002年07月   | 扶桑社             | 中原裕子     |                               |
| 女神のTシャツ                      | Entranced                       | ドノバン一族は魔法使い 2         | 1992年10月  | 1994年02月   | ハーレクイン       | 公庄さつき   |                               |
| 月明かりの恋人たち                 | Charmed                         | ドノバン一族は魔法使い 3         | 1992年11月  | 1994年03月   | ハーレクイン       | 福島純子     |                               |
| レイチェルに夢中                   | Falling for Rachel              | 愛と情熱のスタニスラスキー家 3   | 1993年04月  | 1994年04月   | ハーレクイン       | 如月れい     |                               |
| スキャンダル                       | Private Scandals                |                                  | 1993年07月  | 1995年08月   | 講談社文庫         | 加藤しをり   |                               |
| 愛と裏切りのスキャンダル（上・下） | Private Scandals                | 2009年06月                       | 1993年07月  | 扶桑社       |                    | 加藤しをり   |                               |
| ナイト・シェイド                   | Nightshade                      | Night Tales 3 真夜中のヒーロー 1 | 1993年11月  | 1999年10月   | ハーレクイン       | 松村和紀子   |                               |
| シルクの闇に咲く花                 | Nightshade                      | Night Tales 3 真夜中のヒーロー 1 | 1993年11月  | 2007年10月   | ハーレクイン       | 松村和紀子   |                               |
| この愛は終わらない                 | Convincing Alex                 | 愛と情熱のスタニスラスキー家 4   | 1994年03月  | 1995年04月   | ハーレクイン       | 如月れい     |                               |
|                                    | The Best Mistake                |                                  | 1994年05月  |              |                    |              |                               |
| 悲劇はクリスマスのあとに（上・下） | Hidden Riches                   |                                  | 1994年07月  | 1992年07月   | 角川文庫           | 中谷ハルナ   |                               |
| 聖夜の殺人者                       | Hidden Riches                   | 2010年11月                       | 1994年07月  | 扶桑社       |                    | 中谷ハルナ   |                               |
| ナイト・スモーク                   | Night Smoke                     | Night Tales 4 真夜中のヒーロー 2 | 1994年10月  | 1999年11月   | ハーレクイン       | 安倍杏子     |                               |
| 炎ゆらめく夜に                     | Night Smoke                     | Night Tales 4 真夜中のヒーロー 2 | 1994年10月  | 2008年02月   | ハーレクイン       | 安倍杏子     |                               |
| 情熱の赤いガラス                   | Born in Fire                    | 海辺の街トリロジー 1             | 1994年10月  | 2005年05月   | 扶桑社             | 清水はるか   |                               |
|                                    | All I Want for Christmas        |                                  | 1994年11月  |              |                    |              |                               |
| 放蕩息子の帰還                     | The Return of Rafe MacKade      | 遠い昔のあの声に 1               | 1995年04月  | 1996年11月   | ハーレクイン       | 上村悦子     |                               |
| 心やすらぐ緑の宿                   | Born in Ice                     | 海辺の街トリロジー 2             | 1995年08月  | 2005年07月   | 扶桑社             | 清水はるか   |                               |
| 愛ある裏切り（上・下）             | True Betrayals                  |                                  | 1995年09月  | 1999年01月   | 扶桑社             | 中谷ハルナ   |                               |
| 夢がさまよう森                     | The Pride of Jared MacKade      | 遠い昔のあの声に 2               | 1995年12月  | 1996年12月   | ハーレクイン       | 小砂恵       |                               |
| 夢描く青いキャンバス               | Born in Shame                   | 海辺の街トリロジー 3             | 1996年01月  | 2005年09月   | 扶桑社             | 清水はるか   |                               |
| 薔薇の名残                         | The Heart of Devin MacKade      | 遠い昔のあの声に 3               | 1996年03月  | 1997年01月   | ハーレクイン       | 平江まゆみ   |                               |
| モンタナ・スカイ（上・下）         | Montana Sky                     |                                  | 1996年03月  | 1997年10月   | 扶桑社             | 井上梨花     |                               |
| 明日見る夢                         | The Fall of Shane MacKade       | 遠い昔のあの声に 4               | 1996年04月  | 1997年02月   | ハーレクイン       | 村山汎子     |                               |
| マーゴの新しい夢                   | Daring to Dream                 | ドリーム・トリロジー 1           | 1996年08月  | 1999年03月   | 扶桑社             | 竹生淑子     |                               |
| ミーガンの月と星                   | Megan's Mate                    | 塔の館の女たち 5                 | 1996年11月  | 1998年08月   | ハーレクイン       | 上村悦子     |                               |
| ケイトが見つけた真実               | Holding the Dream               | ドリーム・トリロジー 2           | 1997年01月  | 1999年06月   | 扶桑社             | 竹生淑子     |                               |
| ずっとあなただけを                 | Waiting for Nick                | 愛と情熱のスタニスラスキー家 5   | 1997年03月  | 1998年02月   | ハーレクイン       | 公庄さつき   |                               |
| サンクチュアリ（上・下）           | Sanctuary                       |                                  | 1997年03月  | 1998年06月   | 扶桑社             | 中原裕子     |                               |
| ローラが選んだ生き方               | Finding the Dream               | ドリーム・トリロジー 3           | 1997年07月  | 1999年10月   | 扶桑社             | 竹生淑子     |                               |
| 夢の破片                           | Hidden Star                     | ミトラの三つの星 1               | 1997年10月  | 1998年11月   | ハーレクイン       | 田村たつ子   |                               |
| マクレガーの花嫁たち               | The MacGregor Brides            | マクレガー家 6                   | 1997年11月  | 1999年12月   | ハーレクイン       | 平江まゆみ   |                               |
| 真夜中の火花                       | Captive Star                    | ミトラの三つの星 2               | 1997年12月  | 1998年12月   | ハーレクイン       | 三好陽子     |                               |
| 海辺の誓い                         | Sea Swept                       | シーサイド・トリロジー 1         | 1998年01月  | 2000年09月   | 扶桑社             | 竹生淑子     |                               |
| 秘密を抱く女                       | Secret Star                     | ミトラの三つの星 3               | 1998年02月  | 1999年01月   | ハーレクイン       | 平江まゆみ   |                               |
| 盗まれた恋心（上・下）             | Homeport                        |                                  | 1998年03月  | 2004年09月   | 扶桑社             | 芹澤恵       |                               |
| 千年の愛の誓い                     | Spellbound                      | リトルマジック 3                 | 1998年03月  | 2004年12月   | 扶桑社             | 清水はるか   |                               |
| 愛きらめく渚                       | Rising Tides                    | シーサイド・トリロジー 2         | 1998年08月  | 2001年03月   | 扶桑社             | 竹生淑子     |                               |
| 珊瑚礁の伝説（上・下）             | The Reef                        |                                  | 1998年09月  | 2000年11月   | 扶桑社             | 中谷ハルナ   |                               |
| 光と闇のカーニバル                 | The Winning Hand                | マクレガー家 7                   | 1998年10月  | 1999年12月   | ハーレクイン       | 平江まゆみ   |                               |
| マクレガーの花婿たち               | The MacGregor Grooms            | マクレガー家 8                   | 1998年11月  | 2000年12月   | ハーレクイン       | 平江まゆみ   |                               |
| 明日への船出                       | Inner Harbor                    | シーサイド・トリロジー 3         | 1999年01月  | 2001年08月   | 扶桑社             | 竹生淑子     |                               |
| 不機嫌な隣人                       | The Perfect Neighbor            | マクレガー家 9                   | 1999年03月  | 2000年12月   | ハーレクイン       | 平江まゆみ   |                               |
| リバーズ・エンド                   | River's End                     |                                  | 1999年03月  | 2000年04月   | 扶桑社             | 富永和子     |                               |
| 魅せられた二人                     | Enchanted                       | ドノバン一族は魔法使い 4         | 1999年11月  | 2001年06月   | ハーレクイン       | 神津ちさと   |                               |
| ダイヤモンドは太陽の宝石           | Jewels of the Sun               | 妖精の丘トリロジー 1             | 1999年11月  | 2002年10月   | 扶桑社             | 竹生淑子     |                               |
| 魔法のペンダント                   | Ever After                      | リトルマジック 1                 | 1999年12月  | 2004年10月   | 扶桑社             | 清水はるか   |                               |
| 少女トリーの記憶                   | Carolina Moon                   |                                  | 2000年03月  | 2002年11月   | 扶桑社             | 岡田葉子     |                               |
| アイルランドの反逆者               | Irish Rebel                     | Irish Hearts 3                   | 2000年06月  | 2002年07月   | ハーレクイン       | 黒瀬みな     |                               |
| 真珠は月の涙                       | Tears of the Moon               | 妖精の丘トリロジー 2             | 2000年07月  | 2003年03月   | 扶桑社             | 竹生淑子     |                               |
| ナイト・シールド                   | Night Shield                    | Night Tales 5 真夜中のヒーロー 3 | 2000年09月  | 2008年05月   | ハーレクイン       | 長田乃莉子   |                               |
| キスで終わる夜明け                 | Night Shield                    | Night Tales 5 真夜中のヒーロー 3 | 2000年09月  | 2008年05月   | ハーレクイン       | 長田乃莉子   |                               |
| 神秘の森の恋人                     | In Dreams                       | リトルマジック 2                 | 2000年11月  | 2004年11月   | 扶桑社             | 清水はるか   |                               |
| サファイアは海の心                 | Heart of the Sea                | 妖精の丘トリロジー 3             | 2000年12月  | 2003年08月   | 扶桑社             | 竹生淑子     |                               |
| 愛のパ・ド・ドゥ                   | Considering Kate                | 愛と情熱のスタニスラスキー家 6   | 2001年02月  | 2002年01月   | ハーレクイン       | 麻生ミキ     |                               |
| ぶどう畑の秘密（上・下）           | The Villa                       |                                  | 2001年03月  | 2003年11月   | 扶桑社             | 中谷ハルナ   |                               |
| 新緑の風に誘われて                 | Dance Upon the Air              | 魔女の島トリロジー 1             | 2001年06月  | 2003年05月   | 扶桑社             | 清水寛子     |                               |
| 愛は時をこえて（上・下）           | Midnight Bayou                  |                                  | 2001年10月  | 2004年01月   | 扶桑社             | 小林玲子     |                               |
| 春を呼ぶ魔法                       | Winter Rose                     | リトルマジック 4（中編）         | 2001年10月  | 2006年05月   | 扶桑社             | 石原まどか   |                               |
| 母なる大地に抱かれて               | Heaven and Earth                | 魔女の島トリロジー 2             | 2001年12月  | 2003年09月   | 扶桑社             | 清水寛子     |                               |
| プリンセスは休暇中                 | Cordina's Crown Jewel           | 愛の国コルディナ 4               | 2002年02月  | 2011年07月   | ハーレクイン       | 長田乃莉子   |                               |
| 運命の女神像（上・下）             | Three Fates                     |                                  | 2002年04月  | 2005年03月   | 扶桑社             | 清水寛子     |                               |
| 情熱の炎に包まれて                 | Face the Fire                   | 魔女の島トリロジー 3             | 2002年06月  | 2004年03月   | 扶桑社             | 清水寛子     |                               |
| 恋人たちの航路                     | Chesapeake Blue                 | シーサイド・トリロジー 4         | 2002年11月  | 2004年07月   | 扶桑社             | 竹生淑子     |                               |
| 二つの世界を結ぶ愛                 | A World Apart                   | リトルマジック 5（中編）         | 2002年12月  | 2006年08月   | 扶桑社             | 石原まどか   |                               |
| 優しい絆をもう一度                 | Birthright                      |                                  | 2003年03月  | 2005年12月   | 扶桑社             | 岡田葉子     |                               |
| あの頃を思い出して 第一部          | Remember When Part One          |                                  | 2003年09月  | 2008年07月   | ヴィレッジブックス | 青木悦子     | 第二部はイヴ&ロークシリーズ18 |
| オーロラの奇跡                     | The Witching Hour               | リトルマジック 6（中編）         | 2003年10月  | 2006年02月   | 扶桑社             | 石原まどか   |                               |
| 光の鍵を探して                     | Key of Light                    | 失われた鍵トリロジー 1           | 2003年11月  | 2006年11月   | 扶桑社             | 岡聖子       |                               |
| 真実の鍵をもとめて                 | Key of Knowledge                | 失われた鍵トリロジー 2           | 2003年12月  | 2007年03月   | 扶桑社             | 岡聖子       |                               |
| 愛する人をまもる鍵                 | Key of Valor                    | 失われた鍵トリロジー 3           | 2004年01月  | 2007年06月   | 扶桑社             | 岡聖子       |                               |
| 十七年後の真実（上・下）           | Northern Lights                 |                                  | 2004年10月  | 2007年01月   | 扶桑社             | 清水寛子     |                               |
|                                    | Wolf Moon                       | 中編                             | 2004年10月  |              |                    |              |                               |
| 禁断のブルー・ダリア               | Blue Dahlia                     | ガーデン・トリロジー 1           | 2004年11月  | 2008年09月   | 扶桑社             | 安藤由紀子   |                               |
| ブラック・ローズの誇り             | Black Rose                      | ガーデン・トリロジー 2           | 2005年06月  | 2008年11月   | 扶桑社             | 安藤由紀子   |                               |
| 炎の壁の彼方から（上・下）         | Blue Smoke                      |                                  | 2005年10月  | 2008年07月   | 扶桑社             | 野川聡子     |                               |
| 輝きのレッドリリー                 | Red Lily                        | ガーデン・トリロジー 3           | 2005年12月  | 2009年01月   | 扶桑社             | 安藤由紀子   |                               |
| 羽根をなくした天使（上・下）       | Angels Fall                     |                                  | 2006年07月  | 2009年04月   | 扶桑社             | 佐藤知津子   |                               |
| 魔女と魔術師                       | Morrigan's Cross                | 光の輪トリロジー 1               | 2006年09月  | 2008年01月   | 扶桑社             | 柿沼瑛子     |                               |
| 女狩人と竜の騎士                   | Dance of the Gods               | 光の輪トリロジー 2               | 2006年10月  | 2008年03月   | 扶桑社             | 柿沼瑛子     |                               |
| 王女と闇の王子                     | Valley of Silence               | 光の輪トリロジー 3               | 2006年11月  | 2008年05月   | 扶桑社             | 柿沼瑛子     |                               |
| 真昼の復讐者                       | High Noon                       |                                  | 2007年07月  | 2009年08月   | 扶桑社             | 長島水際     |                               |
| 過去を呼ぶ愛の秘石                 | Blood Brothers                  | セブンデイズ・トリロジー 1       | 2007年11月  | 2010年02月   | 扶桑社             | 柿沼瑛子     |                               |
| 今甦る運命の熱い絆                 | The Hollow                      | セブンデイズ・トリロジー 2       | 2008年05月  | 2010年06月   | 扶桑社             | 柿沼瑛子     |                               |
| 遥か栄華をはなれて                 | Tribute                         |                                  | 2008年07月  | 2009年12月   | 扶桑社             | 野川聡子     |                               |
| 未来に羽ばたく三つの愛             | The Pagan Stone                 | セブンデイズ・トリロジー 3       | 2008年11月  | 2010年09月   | 扶桑社             | 柿沼瑛子     |                               |
| 純白の誓い                         | Vision in White                 | ブライド・カルテット 1           | 2009年05月  | 2012年01月   | 扶桑社             | 村上真帆     |                               |
| 再会のブラックヒルズ（上・下）     | Black Hills                     |                                  | 2009年07月  | 2011年03月   | 扶桑社             | 安藤由紀子   |                               |
| 香しい薔薇のベッド                 | Bed of Roses                    | ブライド・カルテット 2           | 2009年10月  | 2012年03月   | 扶桑社             | 野川聡子     |                               |
| ひとときの甘い想い                 | Savor the Moment                | ブライド・カルテット 3           | 2010年05月  | 2012年05月   | 扶桑社             | 村上真帆     |                               |
| 聖なる森の捜索者（上・下）         | The Search                      |                                  | 2010年07月  | 2011年06月   | 扶桑社             | 野川聡子     |                               |
| 幸せは永遠（とわ）に               | Happy Ever After                | ブライド・カルテット 4           | 2010年11月  | 2012年07月   | 扶桑社             | 野川聡子     |                               |
| 迫る炎に挑んで（上・下）           | Chasing Fire                    |                                  | 2011年04月  | 2012年10月   | 扶桑社             | 越本和花     |                               |
| 恋めばえる忍冬（すいかずら）の宿   | The Next Always                 | イン・ブーンズボロ・トリロジー 1 | 2011年11月  | 2013年01月   | 扶桑社             | 香山栞       |                               |
| 孤独な瞳の目撃者（上・下）         | The Witness                     |                                  | 2012年04月  | 2013年09月   | 扶桑社             | 越本和花     |                               |
| 最初で最後の恋人                   | The Last Boyfriend              | イン・ブーンズボロ・トリロジー 2 | 2012年05月  | 2013年04月   | 扶桑社             | 木咲なな     |                               |
| 恋人たちの輪舞（ロンド）           | The Perfect Hope                | イン・ブーンズボロ・トリロジー 3 | 2012年11月  | 2013年07月   | 扶桑社             | 香山栞       |                               |
| 愛と再生の浜辺（上・下）           | Whiskey Beach                   |                                  | 2013年04月  | 2014年01月   | 扶桑社             | 香山栞       |                               |
| 魔女の眠る森                       | Dark Witch                      | オドワイヤー家トリロジー 1       | 2013年11月  | 2014年11月   | 扶桑社             | 鮎川由美     |                               |
| 心惑わせる影                       | Shadow Spell                    | オドワイヤー家トリロジー 2       | 2014年03月  | 2015年03月   | 扶桑社             | 鮎川由美     |                               |
| 姿なき蒐集家（上・下）             | The Collector                   |                                  | 2014年04月  | 2015年02月   | 扶桑社             | 香山栞       |                               |
| 光と闇の魔法                       | Blood Magick                    | オドワイヤー家トリロジー 3       | 2014年10月  | 2015年02月   | 扶桑社             | 香山栞       |                               |
| 裏切りのダイヤモンド               | The Liar                        |                                  | 2015年04月  | 2015年11月   | 扶桑社             | 香山栞       |                               |
| 幸運の星の守り人                   | Stars of Fortune                | 星の守り人トリロジー 1           | 2015年11月  | 2016年05月   | 扶桑社             | 香山栞       |                               |
| ひそやかな悪夢                     | The Obsession                   |                                  | 2016年04月  | 2016年12月   | 扶桑社             | 香山栞       |                               |
| ささやく海に抱かれて               | Bay of Sighs                    | 星の守り人トリロジー 2           | 2016年06月  | 2016年07月   | 扶桑社             | 佐藤麗子     |                               |
| 光の戦士にくちづけを               | Island of Glass                 | 星の守り人トリロジー 3           | 2016年 12月 | 2017年03月   | 扶桑社             | 香山栞       |                               |
| 夕陽に染まるキス                   | Come Sundown                    |                                  | 2017年 6月  | 2017年 9月   | 扶桑社             | 鮎川由美     |                               |
| 世界の果てに生まれる光             | Year One                        | 光の魔法トリロジー 1             | 2017年 12月 | 2018年03月   | 扶桑社             | 香山栞       |                               |
| 月明かりの海辺で                   | Shelter in Place                |                                  | 2018年 5月  | 2018年09月   | 扶桑社             | 香山栞       |                               |
| 闇に香るキス                       | Of Blood & Bone                 | 光の魔法トリロジー 2             | 2018年 12月 | 2019年03月   | 扶桑社             | 香山栞       |                               |
| 愛の深層で抱きしめて               | Under Currents                  |                                  | 2019年 6月  | 2020年02月   | 扶桑社             | 香山栞       |                               |
| 愛と魔法に導かれし世界             | The Rise of Magicks             | 光の魔法トリロジー 3             | 2019年 12月 | 2020年03月   | 扶桑社             | 香山栞       |                               |
| 永遠の住処を求めて                 | Hideaway                        |                                  | 2020年 7月  | 2020年07月   | 扶桑社             | 香山栞       |                               |
| 目覚めの朝に花束を                 | The Awakening                   | ドラゴンハート・トリロジー 1     | 2020年 11月 | 2020年012月  | 扶桑社             | 香山栞       |                               |
| リッツォ家の愛の遺産               | Legacy                          |                                  | 2021年 5月  | 2021年 7月   | 扶桑社             | 香山栞       |                               |
| 星まとう君に約束を                 | The Becoming                    | ドラゴンハート・トリロジー 2     | 2021年 11月 | 2021年012月  | 扶桑社             | 香山栞       |                               |
| 夜に心を奪われて                   | Nightwork                       |                                  | 2022年 5月  | 2022年08月   | 扶桑社             | 古賀紅美     |                               |
|                                    | The Choice                      | ドラゴンハート・トリロジー 3     | 2022年 11月 |              |                    |              |                               |
| 邦題                               | 原題                            | シリーズ                         | 刊行年月    | 刊行年月     | 出版社             | 訳者         | 備考                          |

### J・D・ロブ名義（イヴ&ローク シリーズ）
| 邦訳の ナンバー | 邦題                         | 原書の ナンバー | 原題                   | 刊行年月   | 刊行年月          | 出版社                                | 訳者       | 備考                                                   |
| --------------- | ---------------------------- | --------------- | ---------------------- | ---------- | ----------------- | ------------------------------------- | ---------- | ------------------------------------------------------ |
| 01              | この悪夢が消えるまで         | 1               | Naked in Death         | 1995年07月 | 2002年12月        | ソニー・マガジンズ                    | 青木悦子   | ヴィレッジブックスから新装版（2021/2）                 |
| 02              | 雨のなかの待ち人             | 2               | Glory in Death         | 1995年12月 | 2003年05月        | ソニー・マガジンズ                    | 小林浩子   | ヴィレッジブックスから新装版（2021/2）                 |
| 03              | 不死の花の香り               | 3               | Immortal in Death      | 1996年07月 | 2003年09月        | ソニー・マガジンズ                    | 青木悦子   | ヴィレッジブックスから新装版（2021/2）                 |
| 04              | 死にゆく者の微笑             | 4               | Rapture in Death       | 1996年10月 | 2004年02月        | ソニー・マガジンズ                    | 青木悦子   |                                                        |
| 05              | 魔女が目覚める夕べ           | 5               | Ceremony in Death      | 1997年05月 | 2004年06月        | ソニー・マガジンズ                    | 小林浩子   |                                                        |
| 06              | 復讐は聖母の前で             | 6               | Vengeance in Death     | 1997年10月 | 2004年09月        | ソニー・マガジンズ                    | 青木悦子   |                                                        |
| 07              | 招かれざるサンタクロース     | 7               | Holiday in Death       | 1998年06月 | 2004年12月        | ソニー・マガジンズ                    | 青木悦子   |                                                        |
| 0               | 報復は真夜中の秘めごと       | 7.5             | Midnight in Death      | 1998年0月  | 2010年9月         | ヴィレッジブックス                    | 青木悦子   | 中編 『ニューヨーク十二番地の呪い』に収録              |
| 08              | 白衣の神のつぶやき           | 8               | Conspiracy in Death    | 1999年04月 | 2005年04月        | ソニー・マガジンズ                    | 中谷ハルナ |                                                        |
| 09              | カサンドラの挑戦             | 9               | Loyalty in Death       | 1999年10月 | 2005年06月        | ソニー・マガジンズ                    | 青木悦子   |                                                        |
| 10              | ラストシーンは殺意とともに   | 10              | Witness in Death       | 2000年03月 | 2005年11月        | ソニー・マガジンズ                    | 小林浩子   |                                                        |
| 11              | ユダの銀貨が輝く夜           | 11              | Judgment in Death      | 2000年09月 | 2006年01月        | ソニー・マガジンズ                    | 青木悦子   |                                                        |
| 12              | 春は裏切りの季節             | 12              | Betrayal in Death      | 2001年03月 | 2006年04月        | ソニー・マガジンズ                    | 青木悦子   |                                                        |
|                 | はるかなるオリンパスの英雄   | 12.5            | Interlude in Death     | 2001年08月 | 2010年09月        | ヴィレッジブックス                    | 青木悦子   | 中編 『ニューヨーク十二番地の呪い』に収録              |
| 13              | 薔薇の花びらの上で           | 13              | Seduction in Death     | 2001年09月 | 2006年10月        | ヴィレッジブックス ソニー・マガジンズ | 小林浩子   |                                                        |
| 14              | イヴに捧げた殺人             | 14              | Reunion in Death       | 2002年03月 | 2007年03月        | ヴィレッジブックス ソニー・マガジンズ | 中谷ハルナ |                                                        |
| 15              | 汚れなき守護者の夏           | 15              | Purity in Death        | 2002年08月 | 2007年06月        | ヴィレッジブックス ソニー・マガジンズ | 青木悦子   |                                                        |
| 16              | 弔いのポートレート           | 16              | Portrait in Death      | 2003年02月 | 2007年10月        | ヴィレッジブックス ソニー・マガジンズ | 香野純     |                                                        |
| 17              | 切り裂きジャックからの手紙   | 17              | Imitation in Death     | 2003年08月 | 2008年04月        | ヴィレッジブックス                    | 小林浩子   |                                                        |
| 18              | あの頃を思い出して 第二部    | 17.5            | Remember When Part Two | 2003年09月 | 2008年07月        | ヴィレッジブックス                    | 青木悦子   | 邦訳のナンバリングは18、以降ずれていく。               |
| 19              | 報いのときは、はかなく       | 18              | Divided in Death       | 2004年01月 | 2008年11月        | ヴィレッジブックス                    | 香野純     |                                                        |
| 20              | 赤いリボンの殺意             | 19              | Visions in Death       | 2004年08月 | 2009年04月        | ヴィレッジブックス                    | 中谷ハルナ |                                                        |
| 21              | 幼子は悲しみの波間に         | 20              | Survivor in Death      | 2005年02月 | 2009年08月        | ヴィレッジブックス                    | 青木悦子   |                                                        |
| 22              | この邪悪な街にも夜明けが     | 21              | Origin in Death        | 2005年07月 | 2009年12月        | ヴィレッジブックス                    | 小林浩子   |                                                        |
| 23              | 過去からの来訪者             | 22              | Memory in Death        | 2006年01月 | 2010年05月        | ヴィレッジブックス                    | 中谷ハルナ |                                                        |
|                 | ニューヨーク十二番地の呪い   | 22.5            | Haunted in Death       | 2006年04月 | 2010年 9月        | ヴィレッジブックス                    | 青木悦子   | 番外編 『ニューヨーク十二番地の呪い』に収録            |
| 24              | 母になる冬の死               | 23              | Born in Death          | 2006年11月 | 2011年02月        | ヴィレッジブックス                    | 青木悦子   |                                                        |
| 25              | 学びの園に葬られ             | 24              | Innocent in Death      | 2007年02月 | 2011年06月        | ヴィレッジブックス                    | 香野純     |                                                        |
|                 | ダーク・プリンスの永遠       | 24.5            | Eternity in Death      | 2007年10月 | 2015年01月        | ヴィレッジブックス                    | 香野純     | 番外編 『ダーク・プリンスの永遠』に収録                |
| 26              | 殺しはオペラを聞きながら     | 25              | Creation in Death      | 2007年11月 | 2011年12月        | ヴィレッジブックス                    | 中谷ハルナ |                                                        |
| 27              | 見知らぬ乗客のように         | 26              | Strangers in Death     | 2008年02月 | 2012年05月        | ヴィレッジブックス                    | 小林浩子   |                                                        |
| 28              | 死者のための聖杯             | 27              | Salvation in Death     | 2008年11月 | 2012年08月        | ヴィレッジブックス                    | 青木悦子   |                                                        |
|                 | 606号室の生贄                | 27.5            | Ritual in Death        | 2008年11月 | 2015年01月        | ヴィレッジブックス                    | 香野純     | 中編 『ダーク・プリンスの永遠』に収録                  |
| 29              | 冷ややかな血脈               | 28              | Promises in Death      | 2009年02月 | 2012年12月        | ヴィレッジブックス                    | 香野純     |                                                        |
| 30              | 残酷なめぐりあい             | 29              | Kindred in Death       | 2009年11月 | 2013年03月        | ヴィレッジブックス                    | 青木悦子   |                                                        |
|                 | 船上で消えた死者             | 29.5            | Missing in Death       | 2009年12月 | 2015年01月        | ヴィレッジブックス                    | 香野純     | 中編 『ダーク・プリンスの永遠』に収録                  |
| 31              | もっとも危険なファンタジー   | 30              | Fantasy in Death       | 2010年02月 | 2013年08月        | ヴィレッジブックス                    | 小林浩子   |                                                        |
| 32              | 夜の狩人の絆                 | 31              | Indulgence in Death    | 2010年11月 | 2014年02月        | ヴィレッジブックス                    | 香野純     |                                                        |
|                 | 死者と交わした盟約           | 31.5            | Possession in Death    | 2010年11月 | 2021年11月        | ヴィレッジブックス                    | 青木悦子   | 中編 『死者と交わした盟約 イヴ＆ローク番外編』に収録   |
| 33              | 裏切り者の街角               | 32              | Treachery in Death     | 2011年02月 | 2014年07月        | ヴィレッジブックス                    | 小林浩子   |                                                        |
| 34              | 悪夢の街ダラスへ             | 33              | New York to Dallas     | 2011年09月 | 2014年11月        | ヴィレッジブックス                    | 青木悦子   |                                                        |
|                 | ドクター・カオスの惨劇       | 33.5            | Chaos in Death         | 2011年09月 | 2021年11月        | ヴィレッジブックス                    | 青木悦子   | 中編 『死者と交わした盟約 イヴ＆ローク番外編』に収録   |
| 35              | 偽りの顔たち                 | 34              | Celebrity In Death     | 2012年02月 | 2015年06月        | ヴィレッジブックス                    | 中谷ハルナ |                                                        |
| 36              | 呪われた使徒のレシピ         | 35              | Delusion in Death      | 2012年09月 | 2015年09月        | ヴィレッジブックス                    | 小林浩子   |                                                        |
| 37              | 穢れた方程式                 | 36              | Calculated In Death    | 2013年02月 | 2015年12月        | ヴィレッジブックス                    | 青木悦子   |                                                        |
| 38              | パーティーは復讐とともに     | 37              | Thankless in Death     | 2013年09月 | 2016年03月        | ヴィレッジブックス                    | 中谷ハルナ |                                                        |
|                 | 忌まわしき魔女の微笑         | 37.5            | Taken in Death         | 2013年10月 | 2022年 2月        | ヴィレッジブックス                    | 青木悦子   | 中編 『忌まわしき魔女の微笑 イヴ＆ローク番外編』に収録 |
| 39              | 堕天使たちの聖域             | 38              | Concealed in Death     | 2014年02月 | 2016年06月        | ヴィレッジブックス                    | 小林浩子   |                                                        |
| 40              | 冷笑は祝祭の影で             | 39              | Festive in Death       | 2014年09月 | 2016年09月        | ヴィレッジブックス                    | 青木悦子   |                                                        |
| 41              | 孤独な崇拝者                 | 40              | Obsession in Death     | 2015年02月 | 2017年01月        | ヴィレッジブックス                    | 中谷ハルナ |                                                        |
| 42              | 紅血の逃避行                 | 41              | Devoted in Death       | 2015年09月 | 2017年 5月        | ヴィレッジブックス                    | 小林浩子   |                                                        |
|                 | マッド・ハッターの死のお茶会 | 41.5            | Wonderment in Death    | 2015年09月 | 2022年 2月        | ヴィレッジブックス                    | 青木悦子   | 中編 『忌まわしき魔女の微笑 イヴ＆ローク番外編』に収録 |
| 43              | 歪んだ絆の刻印               | 42              | Brotherhood in Death   | 2016年02月 | 2017年 9月        | ヴィレッジブックス                    | 小林浩子   |                                                        |
| 44              | 狩人の羅針盤                 | 43              | Apprentice in Death    | 2016年09月 | 2018年 2月        | ヴィレッジブックス                    | 中谷ハルナ |                                                        |
| 45              | 凍てつく夜の戯曲             | 44              | Echoes in Death        | 2017年2月  | 2018年 7月        | ヴィレッジブックス                    | 小林浩子   |                                                        |
| 46              | 邪悪な死者の誤算             | 45              | Secrets in Death       | 2017年9月  | 2018年12月        | ヴィレッジブックス                    | 中谷ハルナ |                                                        |
| 47              | 死を招く盗作                 | 46              | Dark in Death          | 2018年1月  | 2019年 5月        | ヴィレッジブックス                    | 小林浩子   |                                                        |
| 48              | 穢れし絆のゲーム             | 47              | Leverage in Death      | 2018年9月  | 2022年 2月        | ヴィレッジブックス                    | 中谷ハルナ |                                                        |
| 49              | 差し伸べた手の先に           | 48              | Connections in Death   | 2019年2月  | 2022年 8月        | ヴィレッジブックス                    | 小林浩子   |                                                        |
| 50              | レディ・ジャスティスの裁き   | 49              | Vendetta in Death      | 2019年9月  | 2021年 2月        | ヴィレッジブックス                    | 中谷ハルナ |                                                        |
| 51              | 死を運ぶ黄金の卵             | 50              | Golden in Death        | 2020年2月  | 2021年 6月        | ヴィレッジブックス                    | 青木悦子   |                                                        |
| 52              | 闇より来たる使者             | 51              | Shadows in Death       | 2020年12月 | 2021年10月        | ヴィレッジブックス                    | 小林浩子   |                                                        |
| 53              | 偽りの信奉者                 | 52              | Faithless in Death     | 2021年2月  | 2022年3月         | ヴィレッジブックス                    | 小林浩子   |                                                        |
| 54              | 名もなき花の挽歌             | 53              | Forgotten in Death     | 2021年9月  | 2022年10月        | ハーパーコリンズ・ジャパン            | 新井ひろみ |                                                        |
| 55              |                              | 54              | Abandoned in Death     | 2022年2月  | 2023年4月（予定） | ハーパーコリンズ・ジャパン            |            |                                                        |
|                 |                              | 55              | Desperation in Death   | 2022年9月  |                   |                                       |            |                                                        |
|                 |                              | 56              | Encore in Death        |            |                   |                                       |            |                                                        |
|                 |                              | 57              | Desperation in Death   |            |                   |                                       |            |                                                        |
| #               | 邦題                         |                 | 原題                   | 刊行年月   | 刊行年月          | 出版社                                | 訳者       | 備考                                                   |

## 映像化作品

### 映画・テレビ映画化
- 恋の魔術にかかったとき Magic Moments (1989)
- サンクチュアリ ストーカーの恐怖 Sanctuary (2001)
- Carnal Innocence (2011)

### ライフタイム・ムービー・チャンネル
ライフタイム・テレビジョンにて放送されたテレビ映画。8作ともマンダレイ・テレビのピーター・グーバーとステファニー・ジャーマンがプロデューサーを務めた。
2007年
- Angels Fall
- Montana Sky
- Carolina Moon
- Blue Smoke

2009年
- Northern Lights
- Midnight Bayou
- High Noon
- Tribute

## 日本での漫画化
- 妖精の贈り物シリーズ
  - 太陽の宝石を君に（2009年、ソフトバンククリエイティブ、全1巻、作画：真崎春望）
  - 月の涙を君に（2010年、ソフトバンククリエイティブ、全1巻、作画：真崎春望）
  - 海の心を君に（2010年、ソフトバンククリエイティブ、全1巻、作画：真崎春望）
- 永遠の魔法に包まれて（2009年、ソフトバンククリエイティブ、全1巻、作画：綾部瑞穂）
- 魔女の暮らす島シリーズ
  - 月夜に愛のダンスを（2009年、ソフトバンククリエイティブ、全1巻、作画：橘花夜）
  - 愛は嵐の果てに（2010年、ソフトバンククリエイティブ、全1巻、作画：橘花夜）
  - 愛の炎は永遠に（2010年、ソフトバンククリエイティブ、全1巻、作画：橘花夜）
- 海が紡ぐ絆シリーズ
  - 愛、充ちゆく海辺で（2009年、ソフトバンククリエイティブ、全1巻、作画：英洋子）
  - 愛、さざめく渚で（2010年、ソフトバンククリエイティブ、全1巻、作画：英洋子）
  - 愛、きらめく港で（2010年、ソフトバンククリエイティブ、全1巻、作画：英洋子）

## 受賞

### ノーラ・ロバーツ名義

#### ゴールデン・メダリオン賞
アメリカロマンス作家協会が主催する賞、1990年にリタ賞に改称される。
- 『明日に吹く風』（The Heart's Victory ） - 1983年・現代官能ロマンス部門
- Untamed - 1984年・トラディショナル・ロマンス部門
- 『魔法のときをふたりで』（This Magic Moment ） - 1984年・現代ロマンス（65,000 - 80,000字）部門（Deirdre Mardnの"Destiny's Sweet Errand" と同時受賞）
- 『炎と氷のロマンス』（Opposites Attract ） - 1985年・現代ロマンス短編部門
- 『誘いかける瞳』（A Matter of Choice ） - 1985年・現代ロマンス長編シリーズ部門
- 『ファインダー越しの瞳』（One Summer ） - 1987年・現代ロマンス長編シリーズ部門
- 『傲慢な花』（Brazen Virtue ） - 1989年・サスペンス部門

#### リタ賞
ゴールデン・メダリオン賞の後身で、アメリカロマンス作家協会が主催する。
- 『真夜中にささやく唇』（Night Shift ） - 1992年・ロマンティック・サスペンス部門
- 『森のなかの儀式』（Divine Evil ） - 1993年・ロマンティック・サスペンス部門
- 『ナイト・シェイド』（Nightshade ） - 1994年・ロマンティック・サスペンス部門
- 『愛と裏切りのスキャンダル』（Private Scandals ） - 1994年・現代シングル・タイトル部門
- 『聖夜の殺人者』（Hidden Riches ） - 1995年・ロマンティック・サスペンス部門
- 『心やすらぐ緑の宿』（Born in Ice ） - 1996年・現代シングル・タイトル部門、ロマンス部門
- 『少女トリーの記憶』（Carolina Moon ） - 2001年・ロマンティック・サスペンス部門
- 『運命の女神像』（Three Fates ） - 2003年・ロマンティック・サスペンス部門
- 『あの頃を思い出して 第一部』（Remember When – Part 1 ） - 2004年・ロマンティック・サスペンス部門
- 『優しい絆をもう一度』（Birthright ） - 2004年・現代シングル・タイトル部門
- 『遥か栄華をはなれて』（Tribute ） - 2009年・ストロング・ロマンティック・エレメンツ[44]

#### クィル賞
クィル財団により2005年から2007年まで主催された賞。
- 『羽根をなくした天使』（Angels Fall ） - 2006年・ブック・オブ・ザ・イヤー、ロマンス部門
- 『炎の壁の彼方から』（Blue Smoke ） - 2007年・ロマンス部門

### J・D・ロブ名義
- 『幼子は悲しみの波間に』（Survivor in Death ） - 2006年・リタ賞ロマンティック・サスペンス部門
- New York to Dallas - 2012年・リタ賞ロマンティック・サスペンス部門[44]

## 参考
- Little, Denise and Laura Hayden, The Official Nora Roberts Companion, Berkley Books, 2003, ISBN 0-425-18344-0.
- Lennard, John, 'Of Pseudonyms and Sentiment: Nora Roberts, J. D. Robb, and the Imperative Mood', in Of Modern Dragons and other essays on Genre Fiction (Tirril: Humanities-Ebooks, 2007), pp. 56–86. ISBN 978-1-84760-038-7
- Regis, Pamela (2003), A Natural History of the Romance Novel, Philadelphia, Pennsylvania: University of Pennsylvania Press, pp. 183–184, ISBN 0-8122-3303-4